# Paarskopfeeënkolibrie
De paarskopfeeënkolibrie (Heliothryx barroti) is een vogel uit de familie Trochilidae (kolibries).

## Verspreiding en leefgebied
Deze soort komt voor van zuidoostelijk Mexico tot zuidwestelijk Ecuador.